# Váradi Aranka

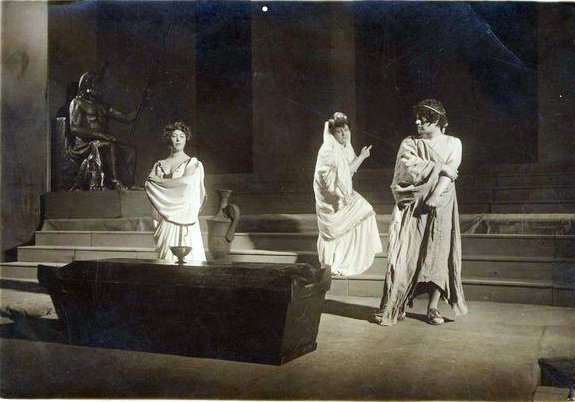
Leconte de Lisle, Charles: Az erinnysek. Társulat: Nemzeti Színház. Bemutató: 1913.01.03. Rendező: Ivánfi Jenő. Szereplők: Elektra: Váradi Aranka, Klyteimnestra: Jászai Mari, Orestes: Beregi Oszkár

Váradi Aranka, születési nevén: Várady Aranka Gizella Mária (Budapest, 1886. március 11. – Mallorca, 1966. január 5.) magyar színésznő, Váradi Antal leánya.

## Pályafutása
Apja dr. Váradi Antal (1854–1923) bölcseleti doktor, drámaíró, a Kisfaludy Társaság tagja és a Petőfi Társaság főtitkára, magyar királyi udvari tanácsos, országos színművészeti akadémiai igazgató, anyja windsori Hickmann Gabriella (1855–1945) volt. A Színiakadémia színész- és a Zeneakadémia énektagozatán végezte tanulmányait. 1903-ban került a Nemzeti Színházhoz, az intézménynek 1923-tól örökös tagja volt. Eleinte csak kisebb szerepeket játszott, majd hamarosan a Nemzeti Színház legnagyobb művészei közé került. 23 éves volt, amikor első sikerét aratta Henrik Ibsen Vadkacsa című darabjában Hedvig szerepében. „Alakításait a bensőség, a lélekábrázolás mélysége és igazsága jellemezte. Kulturált beszéde, mozgásának bája hozzájárult sikeréhez. Komoly tónusú szerepei közül kiemelkednek: Margit (Goethe: Faust), Cordelia (Shakespeare: Lear király), Herma (Herczeg Ferenc: Biróné) stb.”
1908-ban elnyerte a Farkas–Ratkó-díjat. Gyakorta megfordult vidéken és Pécsett is. Utolsó fellépésére 1947-ben került sor, ezt követően külföldre költözött.
Német, francia, angol, olasz és spanyol nyelven beszélt.

## Magánélete
Első férje dr. Fekete Sándor (1885–1972) orvos volt, aki 1921-től vezette a Szövetség utcai kórházat, később alapítója és igazgatója volt a Semmelweis Orvostörténeti Múzeumnak. 1916. július 27-én házasodtak Budapesten, a Józsefvárosban. 1924-ben elváltak. Váradi Aranka Bánffy Miklós gróffal intendánsságának első napjaiban ismerkedett meg, aki később házasságot kötött vele Budapesten, a Józsefvárosban, 1939. január 25-én. Az Est (napilap) 1939. február 28-i számában olvasható róla egy pár soros hír a „Tarka-barka” rovatban: „A szinházi világban nagy meglepetést keltett, hogy Váradi Aranka, a Nemzeti Szinház örökös tagja férjhez ment. Gróf Bánffy Miklós vette el feleségül."

## Fontosabb szerepei
- Hedvig (Ibsen: A vadkacsa);

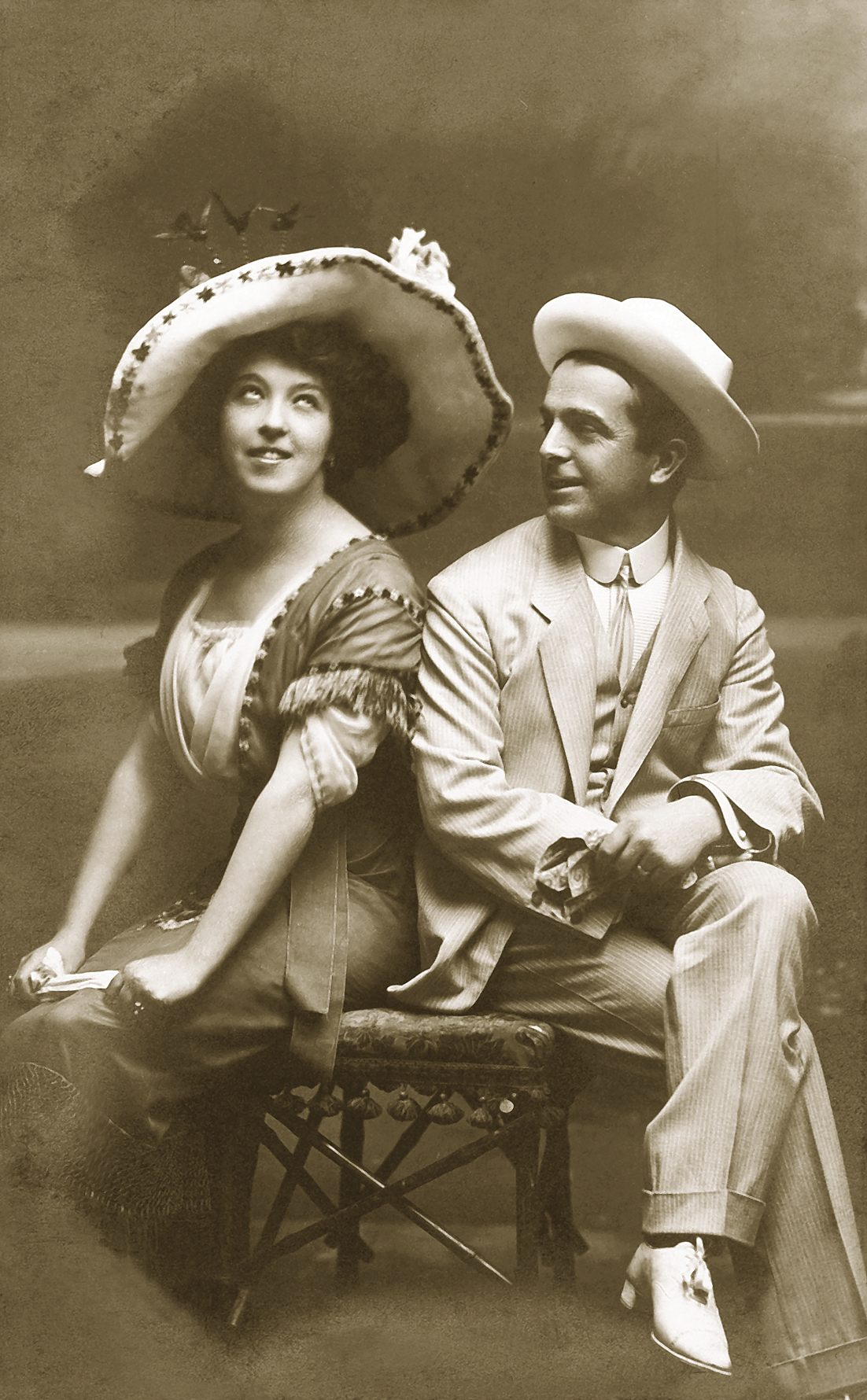
Váradi Aranka mint Dolly és Mészáros Alajos mint Philipp George Bernard Shaw: Nem lehessen tudni című vígjátékában. Rendező: Hevesi Sándor

- Cleopatra (George Bernard Shaw: Caesar és Cleopatra);
- Anna (Shaw: Tanner John házassága);
- Puck (Shakespeare: Szentivánéji álom);
- Cordelia (Shakespeare: Lear király);
- Margit (Johann Wolfgang von Goethe: Faust);
- Nóra (Ibsen);
- Roxane (Rostand: Cyrano de Bergerac);
- Céliméne (Molière: Misanthrope);
- feleség (Dario Niccodemi: Árnyék);
- Natália (Turgenyev: Egy hónap falun).

## Díjai, elismerései
- Farkas–Ratkó-díj (1908)
- A Nemzeti Színház örökös tagja (1923)
- Corvin-koszorú (1940)